# Warner Music Poland
Warner Music Poland Sp. z o.o. — польська дочірня компанія Warner Music Group, заснована в 1994 році у Варшаві. Генеральним директором лейблу є Пйотр Кабай.
Каталог Warner Music Poland включає також релізи EMI Music Poland до того, як у 2013 році компанія була перейменована на Parlophone. Сюди входять права на твори таких виконавців, як Blue Café, T.Love, Voo Voo, Войцех Ваглевський, Wilki, Паті Янґ та інші.
WMP розповсюджує в Польщі релізи таких лейблів, як Warner Classics, Nuclear Blast, Roadrunner Records та інших.

## Історія
Лейбл був заснований у 1994 році у Варшаві та розпочав свою діяльність з каталогу польського національного лейбла Polton, який був придбаний Warner Music Group у Starstream Communications Group.
У 2014 році Warner Music Poland об'єдналася з Parlophone Music Poland Sp. z o.o. після того, як Universal Music Group продала Parlophone Records, Ltd. компанії Warner Music Group.
У травні 2015 року WMP придбала Polskie Nagrania Muza, найстаріший лейбл Польщі.